# Ворфоломеев, Дмитрий Павлович
Дмитрий Павлович Ворфоломеев (10 сентября 1922, с. Александро-Бибиково, Курская губерния, РСФСР — 9 ноября 2016) — передовик советского авиастроения, токарь-фрезеровщик Куйбышевского авиационного завода, Герой Социалистического Труда (1971).

## Биография
Родился в крестьянской семье, окончил 7 классов, после работал учетчиком тракторной бригады в колхозе.
С ноября 1941 года — боец Красной Армии. В марте 1942 года в боях на Керченском полуострове был тяжело ранен. После лечения в госпитале вернулся в строй, участвовал в обороне Северного Кавказа. После передислокации на 1-й Белорусский фронт участвовал в операции «Багратион». Служил в должности химинструктора стрелкового батальона, дошел до Берлина. В декабре 1946 года был демобилизован.
Вернулся домой, работал в колхозе. В 1949 году переехал в город Куйбышев (Самара), где более 40 лет проработал фрезеровщиком на Куйбышевском авиационном заводе (сейчас это ОАО «Авиакор — авиационный завод»).
Указом Президиума Верховного Совета СССР от 26 апреля 1971 года присвоено звание Героя Социалистического труда с вручением ордена Ленина и золотой медали «Серп и Молот».
В 1994 году вышел на пенсию.

## Награды и звания
- Герой Социалистического Труда (26.04.1971)
- Орден Ленина (26.04.1971)
- Орден Отечественной войны 2-й степени (11.03.1985)
- Орден «Знак Почёта»
- Медаль «За оборону Кавказа» (1945)[2]
- Медаль «За отвагу» (1945)[3]
- Медаль «За боевые заслуги»